# Ville d'Alger
El Ville d'Alger (código UCI: MVA) fue un equipo ciclista argelino de categoría Continental. 
Fundado en 2011, corrió principalmente en carreras del UCI Africa Tour, el circuito continental africano. Se disolvió en 2014.

## Sede
El equipo tuvo su sede en Argel 111 Rue Didouche Mourad 16004 (provincia de Argel, Argelia).

## Clasificaciones UCI
A partir de 2005 la UCI instauró los Circuitos Continentales UCI, donde el equipo estuvo desde que 2011. Las clasificaciones del equipo y de su ciclista más destacado fueron las que siguen:

### UCI Europe Tour
| Temporada | Clasificación por equipos | Mejor corredor   | Posición |
| 2011-2012 | 118.º                     | Thomas Vernaeckt | 883.º    |

### UCI Africa Tour
| Temporada | Clasificación por equipos | Mejor corredor    | Posición |
| 2010-2011 | 17º                       | Nabil Baz         | 105.º    |
| 2011-2012 | 22.º                      | Bert Scheirlinckx | 145.º    |
| 2012-2013 | 15º                       | Khaled Guemihi    | 130.º    |

## Palmarés
Para años anteriores, véase Palmarés del Ville d'Alger

### Palmarés 2014

#### Circuitos Continentales UCI
| Fechas | Circuito | Carreras | Ganador |

#### Campeonatos nacionales
| Fechas | Carreras | Ganador |

## Plantilla
Para años anteriores véase: Plantillas del Ville d'Alger.

### Plantilla 2014
| Corredor                | Nacimiento | Nacionalidad | Equipo 2013         |
| Ali Benmohamed          | 12/11/1992 | Argelia      | Neoprofesional      |
| Amine Bey Boumezrag     | 15/07/1992 | Argelia      | Miche-Ville d'Alger |
| Youcef Boudjemaa        | 01/08/1993 | Argelia      | Miche-Ville d'Alger |
| Khaled Guemihi          | 02/01/1986 | Argelia      | Miche-Ville d'Alger |
| Khaled Hadjabderrahmane | 14/06/1988 | Argelia      | Miche-Ville d'Alger |
| Mohamed Kenanes         | 09/09/1987 | Argelia      | Miche-Ville d'Alger |
| Amine Maouel            | 31/10/1990 | Argelia      | Miche-Ville d'Alger |
| Kamel Zeroki            | 23/09/1990 | Argelia      | Neoprofesional      |